# Erika Oliva
Erika Neyén Del Valle Oliva (Córdoba, provincia de Córdoba, Argentina, 8 de julio de 2004) es una futbolista argentina. Se desempeña como defensora en Talleres de la Primera A, máxima categoría del fútbol argentino.
Es una de las futbolistas con más partidos jugados en AFA con Talleres, club con el que consiguió el ascenso de Primera C a Primera B y posteriormente a Primera División.

## Trayectoria
Oliva surgió en Talleres, club del que es parte desde 2018. Jugó sus primeros partidos cuando Las Matadoras competían en la Liga Cordobesa. En 2022, Talleres dio sus primeros pasos en el fútbol nacional. Con 17 años, Oliva fue parte del 11 inicial que disputó el primer encuentro de Las Matadoras en la Primera C. Con la institución de barrio Jardín se consolidó rápidamente entre las titulares y consiguió dos ascensos hasta llegar a Primera División.

## Clubes
| Club     | País      | Año           |
| -------- | --------- | ------------- |
| Talleres | Argentina | 2018-presente |